# 엄태정
엄태정(嚴泰丁, 1938년 12월 28일~)은 한국의 대표적인 1세대 추상 조각가이다. 경상북도 문경 출생이다.

## 개요
엄태정은 1960년대 서울대학교 재학시절 앵포르멜 양식의 저변에서 성장기를 맞아 작품을 해왔다. 그는 철의 물질성에 매료되어 금속조각의 길로 들어섰으며, 반세기가 넘는 세월 동안 오로지 금속의 물질성, 사물의 사유로 공간과 시간에 대한 조형성에 몰두해왔다. 이러한 작업 태도는 그에게 조각가로서 정신적 스승이자 목표가 되었던 콘스탄틴 브랑쿠시(Constantin Brancusi, 1876~1957)를 떠올리게 한다. 브랑쿠시에게 조각은 단순히 작품을 제작하는 일이 아닌 참다운 진리에 도달하기 위한 고도의 정신적 수행이자 명상의 시간으로, 그의 삶 그 자체였다. 브랑쿠시에 깊이 매료된 엄태정에게도 조각은 사물을 사유하고 그 안에 내재된 본질에 다가서며 참다운 나('낯선 자')를 발견하고 깨닫는 과정이다. 그리고 이러한 엄태정의 예술적 기조로 인해 그의 조각 언어는 자연스럽게 대상을 재현하는 구상이 아닌 추상이 되었다.
엄태정에게 조각은 치유의 공간을 찾아가는 과정이며, 작품은 그 끝에서 얻은 깨달음의 결과이다. 그는 작업을 하고 사물의 본질을 깨우치는 가운데 다다르게 되는 치유의 공간에서 '낯선 자'를 만나는데, 여기서 '낯선 자'는 의존의 대상이자 작가 자신을 구원하는 타자(他者), 일종의 신(神)의 개념이다. 작품을 완성할 때마다 그는 신을 만나고 치유를 받에 되는데, 이 신적 존재인 '낯선 자'는 나 자신의 내면에서 꺼낸 또 다른 '나'와 다름 아니다.

## 생애
조각가 엄태정은 1938년 태어났다. 1964년과 66년 각각 서울대학교 미술대학 조소과와 교육대학원을 졸업했다. 모교에서 1981년부터 2004년까지 교수로 재직했다. 국전 16회에서 19회까지 특선했으며 제16회(1967)에 국무총리상을 수상했다. 신세계 센텀시티 미술관(2013), 성곡미술관(2009), 게오르그 콜베(Georg kolbe)뮤지엄(베를린, 2005), 우드스톡 갤러리(런던, 1980), 무라마츠(muramatsu) 갤러리(동경, 1975), 아라리오 갤러리(서울, 천안, 2019), 갤러리 현대(서울, 79,97) 등지에서 다수의 개인전을 가졌다. 1973년과 75년 제 12,13회 상파울루 비엔날레에 참여했고, 1983년에는 이탈리아 밀라노에서 개최했던 한국 현대미술 초대전에 참여했다. 2019년 영국에서 열리는 '프리즈 런던 스컬프처(Frieze London Sculpture)에 한국에서는 유일하게 선정되었다. 그는 2013년 대한민국예술원 회원이 되었다.
주요상훈으로는 2012년 한독 협회가 수여하는 제7회 이미륵상, 제3회 김세중 조각상(1988), 제2회 한국미술대상전 최우수상(1971), 제16회 국전국무총리상(1967), 제2회 신인예술상 장려상(1962) 등이 있다.

## 작품 세계

### 형성기(1960~1980년대)
국전 출품을 계기로 철 조각인 <절규 1967>과 구리로 제작한 <기(氣, Energy) 1971>등의 다수의 작품을 제작 발표를 하고 사물의 열린 세계 속에서 일어나는 자유로운 표현으로 추상 조각의 공간이 우리에게 다양한 보편적 가치를 전달할 수 있게 하는 예술적 언어로서 추상 조각의 예술적 가치를 탐색해간다. 또한 동양의 자연관을 통해서 천.지.인. 인간 삶의 문제에서 일어나는 현상들을 조각 작품으로 제작 발표하며, 우리 삶에서 전통적인 민속 신앙과 종교, 그리고 우리가 이뤄온 전통문화를 조각 언어로 말하고 있다.

### 전개기(1990~2000년대)
나는 조각 예술의 보다 근원적 미학의 세계에 접근하고 있다. 이는 이전의 일이 다소 직감과 감성에 치우쳐 있어 조각 작품의 더욱 예술의 논리적 조형 언어의 결핍을 불식시키고 있다. "청동+기(器)+시대"의 주제가 그것이다. 여기에서 작업은 자연스럽게 물성을 드러내고, 기물적 공간성을 드러내며 시간성과 장소성이 강하다. 작품은 짜릿한 자극, 감칠맛, 참신한 아이디어 등과는 무관한 세계이다. 형식은 더욱 미니멀한 것이 되었다. 예민함, 탐색, 성찰은 질료 자체와 구조에만 한정된다. 의미는 추가되지 않고 최대한  삭감되고 있다. 이 최소한의 세계에선 직감, 영감조차 거부된다. 그것들이 조각이라는 순결한 차원을 그것으로 부양하기 어려운 다른 차원과 결부시킬 개연성이 높기 때문이다. 그런 의미에서 하나의 세계, 하나의 순결주의적인 세계를 추구하고 있다. 나에게 조각은 자연과 같이 존재하는 일로 어떤 선언적 의미도 아니며 고통스럽고 난해한  일도 아니고, 심오한  진리를 추구하는 일도 아니다. 금속을 깎고 벼리고 용접하는 노동+일은 사유의 대상을 독차지 하는 세계. 조각은 이 단촐함이 지배하는 세계로부터 나를 초대하고 있다. 나는 조각이 초대하고 쇠가 부른 초대객이다. 그것들이 부른 것은 치열한 이념의 소유자인 나도, 심오한 미학적 신봉자인 나도 아닌 그저 나 자신뿐이다. 내가 해온 일은 반세기 전에 나에게 날아든 이 초대에 성실하게 부응하는 것이다.  "내가 쇠를 선택했다고 생각했는데 건방진 생각이었다. 돌아다보니 쇠가 나를 불렀다. 2000년대 베를린 게오르그 콜베 미술관 초대전(2005)과 성곡미술관(2009, 서울) 전시회에서 <쇠, 그 부름과 일> 전은 변함없이 하나의 질서를 추구해온 내 이야기를 진지하게 보여주고자 함에 있다. 그 질서는 다름 아닌 질료와 구조에 관한 것이며 대립하는 두 세계의 화해, 상이한 두 차원의 조화와 균형에 의해 성취되는 질서이다. 여기에서 특히 무쇠와 알루미늄의 질료적 차이, 상이한 물질성, 빛 없는 윤기, 컬러모노크롬, 실버와 블랙이 절로 배타적인 대신 절묘한 내식성 수용이다. 무쇠 그것에 비해 알루미늄의 특성은 차가운 부드러움이자 중립성이다. 그 창백한 윤기는 지식과 감성조차 비운 텅 빈 요가 상태에서 일하고 싶은 나의 갈망과 텍스쳐이다. 물성의 탐구, 질료의 매력은 곧 조각 예술의 영원 세계를 확실하게 신앙하게 한다.

### 완성기(2000년대 이후)
2000년대 이후 엄태정 조각은 고요하고 시적이며, 온화하다. 금속은 단단하고 차갑고 무겁다는 인식을 잊을 만큼, 그의 조각은 평화롭고 정돈되었으며 한없이 자유롭게 주변을 포용하며 내면으로 잠잠하다. 그러나 조각 내부의 꽉 찬 중량감은 그 자유로움이 결코 가볍지 아니하며 순수한 열정과 강인함이 내포되어 있음을 보여준다. 그런데 1970년대 작품들은 이러한 엄태정의 근작들과는 사뭇 대조적이다. <기 No.3>(1971/2021)를 보면, 구리의 매끈한표면과 상반된 내부의 거친 질감은 모종의 긴장감을 자아내며 강렬한 에너지를 분출할 듯하다. 엄태정의 조각을 그의 삶 자체를 투영한 깨달음의 결과물로 보았을 때, 1970년대 구리 작품에서 느껴지는 청년 엄태정의 분투는 1980-90년대 <천.지.인> 연작과 1990년대 <청동-기-시대> 연작 그리고 2000년대 알루미늄 작업까지 55여년에 이르는 작업 여정을 거치며 한없는 고뇌와 예술적 반성을 거듭하고 오늘날 완숙한 어떤 경지에 도달한 것이 아닐까?
최신작 <은빛 날개의 꿈과 기쁨>(2022)은 두 개의 긴 직사각형 알루미늄 패널 사이에 철로 제작된 타원고리 두 개가 수직, 수평으로 끼워진 작품이다. 작가에 따르면 이 두 개의 알루미늄 패널은 '낯선 자'의 은빛 날개다. 은빛 날개 사이에 펼쳐지는 무한한 공간에서 태양과 달이 선회한다. 이 공간은 아름다운 영적 에너지의 공간으로 낮과 밤, 모두를 품는다. '낯선 자'는 낮에는 그늘을 초대해 산책하고, 밤에는 별빛에 반짝이며 향연을 베풀고 춤을 춘다. 은빛 두 날개를 활짝 펴고 하강한 '낯선 자'는 꿈을 꾸며 우리에게 치유의 충만한 기쁨을 베풀고 영혼을 즐겁게 한다. 이렇듯 작품은 물리적 영역 너머 작가가 부단히 추구해온 치유의 시공간으로 관객들을 초대하며, 관객은 스스로 '낯선 자'가 되어 그 속에서 사유하고 깨우치는 치유의 시간을 경험한다.

## 전시회
2022
- 은빛 날개의 꿈과 기쁨, 아라리오뮤지엄 인 스패이스, 서울, 한국

2019
- 두 개의 날개와 낯선 자, 아라리오갤러리 서울 & 천안, 한국

2013
- 신세계갤러리, 부산, 한국

2009
- 성곡미술관, 서울, 한국

2005
- GEORG KOLBE MUSEUM, 베를린, 독일

1997
- 갤러리현대, 서울, 한국

1991
- 두손갤러리, 서울, 한국

1984
- 두손갤러리, 서울, 한국

1980
- Wood Stock 갤러리, 런던, 영국

1979
- 갤러리현대, 서울, 한국

1975
- 무라마쓰갤러리, 동경, 일본

1972
- 광주갤러리, 광주, 한국

2023
- 조각적 태도, POMA 찾아가는 미술관, 포스코갤러리, 포항, 한국
- ARCHETYPES, 대한민국예술원 시드니 특별전, 한국문화원, 시드니, 호주

2022
- 한미수교 140 주년 기념 대한민국예술원 미국 특별전, 워싱턴한국문화원, 워싱턴, 미국
- 한국미술의 서사, 두손갤러리, 서울, 한국

2021
- 제 42 회 대한민국예술원 미술전, 서울, 한국
- 대한민국예술원 미술전 파리 특별전, 한국문화원, 파리, 프랑스

2020
- 대한민국예술원 미술전 제주 특별전, 제주, 한국
- 제 41 회 대한민국예술원 미술전, 서울, 한국
- 화화사유: 세계 속의 한국 현대미술, 토퍼하우스, 서울, 한국
- 업클로즈 01, M 컨템포러리, 서울, 한국

2019
- 프리즈 런던 스컬프처, 런던 리젠트 파크, 런던, 영국
- 한국 현대조각의 단면 (한국근현대조각 100 주년), 서소문성지 역사박물관, 서울, 한국

2018
- 제 39 회 대한민국예술원 미술전, 서울, 한국
- 대한민국예술원 미술전 일본특별전, 오사카, 일본

2017
- 국립아시아문화전당 초대 대한민국예술원 특별전, 광주, 한국

2015
- 무제전, 국립현대미술관, 과천, 한국

2014
- 제주 국제 조각 심포지엄, 서귀포, 제주, 한국
- 울산 국제 조각 심포지엄, 울산지방법원, 울산, 한국

2013
- 한국의 현대미술전, 제주현대미술관, 제주, 한국

2012
- 스틸라이프전, 포항시립미술관, 포항, 한국

2011
- 한국조각 다시 보기 - 그 진폭과 진동, 소마미술관, 서울, 한국
- 조각가의 드로잉, 소마미술관, 서울, 한국

2010
- 한국미술에 힘, 공아트스페이스, 서울, 한국

2009
- 한국현대조각의 흐름과 양상, 경남도립미술관, 창원, 한국
- 한국의 금속미술, 이화여자대학교 박물관, 서울, 한국

2008
- 8808 밖에서 안으로, 소마미술관, 서울, 한국

2007
- 비평적 시각에서 본 13 여 명의 작가들, 인사아트센터, 서울, 한국
- 예술가의 얼굴과 창조적 인연, 박물관 얼굴, 광주, 한국
- 남도 사색초대권, 광주시립미술관, 광주, 한국

2006
- 한국미술 100 년(전통, 인간, 예술, 현실), 국립현대미술관, 과천, 한국
- 난지 야외 환경 조각전, 서울시립미술관, 서울, 한국
- 대학과 미술 – 미술교육 60 년, 서울대학교 미술관, 서울, 한국
- 한·일 현대미술전, 한·일 미술 문화 협회, 세종문화회관 미술관, 서울, 한국
- 김세중 조각상 20 주년 기념전, 성곡미술관, 서울, 한국

2005
- 일·한 현대 미술특별전, 후코오카아시아 미술관, 후쿠오카, 일본

2004
- 한국 현대 작가 초대전, 서울시립미술관, 서울, 한국
- 일한 현대 미술전, 다카시마화랑, 동경, 일본
- 한국 현대조각의 위상, 모란미술관, 서울, 한국

2003
- 드로잉의 새로운 지평, 덕수궁 미술관, 서울, 한국
- 국립현대미술관주관, 서울, 한국
- 한국현대미술 – 오늘의 얼굴, 가나인사아트센터, 서울, 한국
- 전통과 혁신 – 한국현대미술의 세계화, 갤러리현대, 서울, 한국
- 한일 현대 미술전 2003, 가나아트센터, 서울, 한국
- 전통과 혁신전 Ⅲ, 동아시아미술관(베를린), 갤러리현대, 한국 / 독일문화원, 독일
- 서울미술대전, 서울시립미술관, 서울, 한국

2002
- 전통과 혁신전 Ⅱ, 졸페라인미술관, 엣센, 독일 / 유엔본부, 제네바, 스위스
- 한·일 현대미술전, 다카시마야화랑, 요코하마, 일본
- 프랑스 살른그랑에존느 서울전, 세종문화회관, 서울, 한국

2001
- 국제조각심포지엄 2001, 산토 티루소, 폴토, 포르투갈
- 아트 파리전, 파리, 프랑스
- 21 세기 현대 한국미술의 여정, 세종문화회관, 서울, 한국
- 전통과 혁신전 Ⅰ, 한국문화원, 베를린, 독일

2000
- 한국현대미술의 시원전, 국립현대미술관, 서울, 한국
- 그랑 에 존느 2000 국제전, 에펠 브랑리, 파리, 프랑스

1998
- 경주문화 EXPO 야외 조각 심포지엄, 경주, 한국

1997
- 오늘의 한국조각 '97 - 사유의 깊이, 모란갤러리, 서울, 한국

1996
- 마니프 서울 ’96, 예술의전당, 서울, 한국
- 오늘의 조각 ’96, 모란갤러리, 서울, 한국

1995
- 마니프 서울 ’95, 예술의전당, 서울, 한국

1990
- 지중해 국제조각심포지엄 참가, 라빈, 크로아티아

1989
- Asia 국제미술전람회, 한국위원회, 시립미술관, 서울, 한국

1988
- 국제 야외조각 초대전, 올림픽조각공원, 올림픽조직위, 서울, 한국

1987
- ’87 현대미술초대전, 국립현대미술관, 서울, 한국

1986
- 86 서울 Asia 현대미술전, 아시아경기대회조직위, 서울, 한국
- 한국현대미술의 어제와 오늘, 국립현대미술관, 서울, 한국
- ’86 현대한국미술상황전, 아시아경기대회조직위, 서울, 한국

1985
- 서울대학교 현대미술 40 년전, 서울대학교 박물관, 서울, 한국

1984
- 한국 현대미술 70 년대 동향전, 대만시립미술관, 타이페이, 대만
- 제 4 회 현대미술대전, 국립현대미술관, 서울, 한국

1983
- Italy 한국미술 초대전, 밀라노, 이태리
- 환경과 조각, 조각과 환경전, 한국미술관, 서울, 한국

1982
- ’82 현대작가초대전, 국립현대미술관, 서울, 한국

1981
- 한 · 독 국제미술교류전, 한· 독미술협회, 서울, 한국
- 한국미술’81 전 초대작가, 국립현대미술관, 서울, 한국

1979
- 한국미술 오늘의 방법전, 한국문예진흥원, 서울, 한국

1978
- 한국현대미술 20 년 동향전, 국립현대미술관, 서울, 한국
- 환경과 인간전, 공간갤러리, 서울, 한국

1977
- 현대조각 8 인전, 공간갤러리, 서울, 한국

1975
- 제 13 회 상파울로비엔날레, 상파울로, 브라질
- 제 2 회 Ecole de Seoul 전, 국립현대미술관, 서울, 한국

1974
- 한국현대조각대전, 국립현대미술관, 서울, 한국

1974~77
- SEOUL ‘70 전, 국립현대미술관, 서울, 한국

1973
- 제 12 회 상파울로비엔날레, 상파울로, 브라질
- 한국현대미술 1957-1972 조형과 반조형, 명동화랑, 서울, 한국

1971
- 제 2 회 인도 트리엔날레, 국제전, 인도

1970
- 제 1 회 한국미술대상전, 한국일보사, 서울, 한국
- Expo70 한국관 특별전시, 오사카, 일본

1967~70
- 국전 제 16 · 17 · 18 · 19 회 특선, 서울, 한국

## 작품 소장
국립현대미술관, 독립기념관, 세종문화회관, 호암미술관, 올림픽조각공원(잠실), 서울시립미술관, 포항시립미술관, 아라리오 뮤지엄, 크로아티아의 두브로바(Dubrova) 조각공원, 대한민국 대법원, ASEM Tower, 서울대학교, 독일총리공관(베를린)등이 그의 작품을 소장하고 있다.

## 참고 문헌
- 두 개의 날개와 낮선 자, 아라리오갤러리, 2019.
- 엄태정, 성곡미술관, 2009.
- Um Tai-Jung : Skulpturen und Zeichnungen(Sculptures and drawings), Hatje Cantz, 2005.